# Дау. Вырождение
«Дау. Вырождение» (также: Дау. Дегенерация) — художественный фильм Ильи Хржановского и Ильи Пермякова 2020 года, являющийся частью кино-арт-проекта «Дау».

## Сюжет
Засекреченный советский Институт проводит научные и оккультные эксперименты над животными и людьми по созданию идеального человека. Генерал КГБ и его подчинённые закрывают глаза на эротические похождения директора Института, на скандальные дебоши выдающихся учёных и на их жестокие и безумные исследования. Но однажды в лабораторию под видом испытуемых прибывают представители радикальной крайне правой молодёжи. Они получают жёсткое задание — искоренить распущенность разлагающихся элементов институтского сообщества, а при необходимости разрушить и стереть с лица земли хрупкий мир секретной советской науки. Они это делают.

## В ролях
Имена актёров и имена героев совпадают.
| Актёр              | Роль                              |
| ------------------ | --------------------------------- |
| Владимир Ажиппо    | Ажиппо, генерал КГБ, директор НИИ |
| Дмитрий Каледин    | Дмитрий Каледин, учёный           |
| Ольга Шкабарня     | Оля                               |
| Максим Марцинкевич | Максим, неонацист                 |
| Алексей Блинов     | профессор Блинов                  |
| Виктория Скицкая   | Виктория, буфетчица               |
| Кристина Бабич     | Кристина, библиотекарь            |
| Алексей Трифонов   | Алексей Трифонов, директор НИИ    |
| Адин Штейнзальц    | Адин Штейнзальц                   |

## Критика
- Сергей Сычев, Содом и столовка: «Дау» вышел к людям (Известия): «„Рамка“ здесь становится ещё очевиднее. Помимо замеченных ещё в „Наташе“ маркеров, это те же религиозные проповеди — явно не из советского НИИ. В лаборатории института женщина зеркально имитирует поведение обезьяны, что подозрительно напоминает современный акционизм, а присутствие в этих сценах известнейшей художницы Марины Абрамович только усиливает этот акцент. Лектор делает „прогноз“ о росте ничем не подкреплённого ура-патриотизма в нулевые и десятые годы XXI столетия и опасной ситуации на фоне истончения национальной идеи. Формально к этим намёкам придраться куда сложнее, чем к осовремененной речи, но они считываются как публицистический пласт, который дополняет мифологический. „Вырождение“ — кино куда более глубокое, чем „Наташа“, сложное, требующее многоразового просмотра и осмысления, в нём много диалогов и быта — он тоже подан узнаваемо и современно»[2].
- Денис Рузаев, Эпоха вырождения (Lenta.ru): «Но прежде всего „Дегенерация“ показывает Хржановского режиссёром, органичным в одной, относительно узкой теме — а именно певцом общего вырождения, коллективной предсмертной агонии и сопутствующего ей лютого, то эйфорического, то делирийного хаоса (что, впрочем, было видно уже по его дебютному фильму „Четыре“). Тот факт, что „Дегенерации“ именно такой коллективный процесс распада служит, в сущности, сюжетом, работает Хржановскому на пользу — во всяком случае, шесть часов этого фильма смотрятся куда как легче и богаче двух часов „Наташи“. И если воспринимать „Дегенерацию“ как фильм о современности, а не о прошлом, пусть оно никак современность и не отпустит, то она как минимум адекватна ей в своей хаотичности, обрывистости, акценте на тотальную и удушающую праздность при имитации бурной деятельности»[3].
- Анна Стрельчук, Два «Дау» в Берлине: Новая эра в кино или театр жестокости? (InterMedia): «Миру „Дау“ присущи контингентность и внутренняя событийность. Совершенно очевидно, что проект вышел далеко за пределы личности своего автора, превратившись в своеобразную ризоматическую структуру, при отсутствии чёткой вертикали в организации и вообще какой-либо упорядоченности»[4].